# Chapada das Mangabeiras
A Chapada das Mangabeiras é uma formação do relevo localizada na divisa entre o Maranhão, Tocantins, Piauí e Bahia, alcançando mais de 800 metros de altitude. 
Constitui o limite ocidental da região do Jalapão. O relevo desta região é marcado por grandes áreas de planícies e de acidentes geográficos, sendo a Serra Geral do Tocantins e a Chapada das  Mangabeiras onde está localizada em sua maior parte no Piauí. Sendo importantes áreas de recarga dos aquíferos, formando as nascentes de afluentes de três importantes bacias hidrográficas brasileiras: Tocantins, Parnaíba e São Francisco. 
Desse modo, o Jalapão representa uma região estratégica para o país.

## Formação
Há 350 milhões de anos, o Jalapão era o fundo enrugado de um oceano. Há 280 milhões de anos, a temperatura da Terra se resfriou, aprisionando a água congelada nos polos e rebaixando o nível dos mares. Foram surgindo continentes, montanhas e, na região leste da América do Sul, uma vasta superfície aplainada. Durante milênios, esses terrenos foram desgastados pela erosão, gerando as serras baixas típicas do Planalto Brasileiro. Há 60 milhões de anos, no período Cretáceo, lentamente, emergiram o Espigão Mestre e a Chapada das Mangabeiras, delimitando, no seu interior, o Jalapão.
A Serra da Tabatinga é formada pelo processo erosivo da Chapada das Mangabeiras, tendo altitude média de 400 metros e correspondente à maior porção do Parque Nacional das Nascentes do Rio Parnaíba. As nascentes ficam localizadas nesta região (formadas a partir de ressurgências na Chapada das Mangabeiras), bem como as veredas, marcadas pela grande presença de brejos, que foram os afluentes dos principais rios protegidos pelo parque.

## Hidrografia

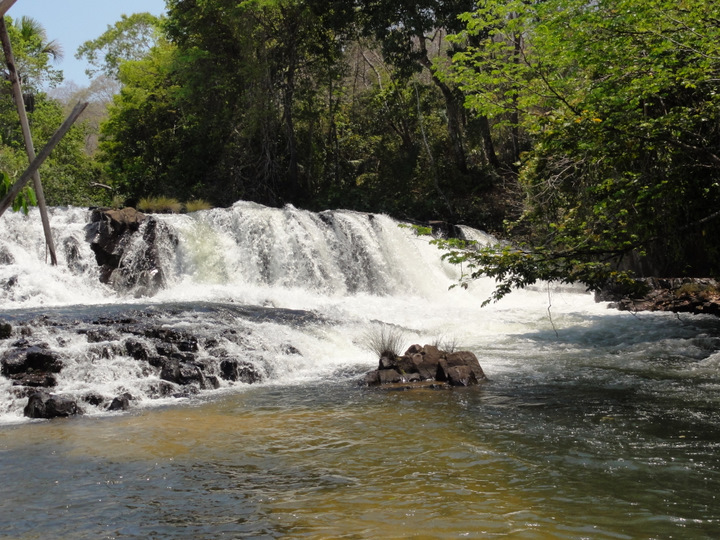
Parque Nacional das Nascentes do Rio Parnaíba

Da Chapada das Mangabeiras, nasce, de um lado, o Rio Parnaíba, pelo Rio Parnaibinha; de outro lado, nascem os afluentes do Rio São Francisco, como o Sapão e o Preto; de outro lado, nascem os afluentes do rio Tocantins, como o Rio Galhão e o Rio Formoso, que vão desaguar no Rio do Sono, depois no Rio Novo; o Rio Ponte Alta, e o Rio das Balsas. De modo que nascem na Chapada das Mangabeiras, no Jalapão, rios que vão contribuir com as águas de três importantes bacias de rios brasileiros: a do Parnaíba, ao Norte; a do São Francisco, a Leste; e a do Tocantins, a Oeste.

## Clima
O clima da região é do tipo Tropical semi-úmido, tendo duas estações bem definidas: período seco (entre maio e novembro) e o outro chuvoso (entre dezembro e abril). De agosto a outubro, ocorrem o período mais crítico em relação à seca e aos focos de incêndio. Os totais pluviométricos anuais variam entre 750 e 1400 mm, com temperatura média anual de 26° C. Em razão de vento predominante no período de estiagem ser no sentido leste-oeste,  o limite leste da Parque Nacional das Nascentes do rio Parnaíba é o mais sujeito a ser atingido por incêndios.

## Biodiversidade

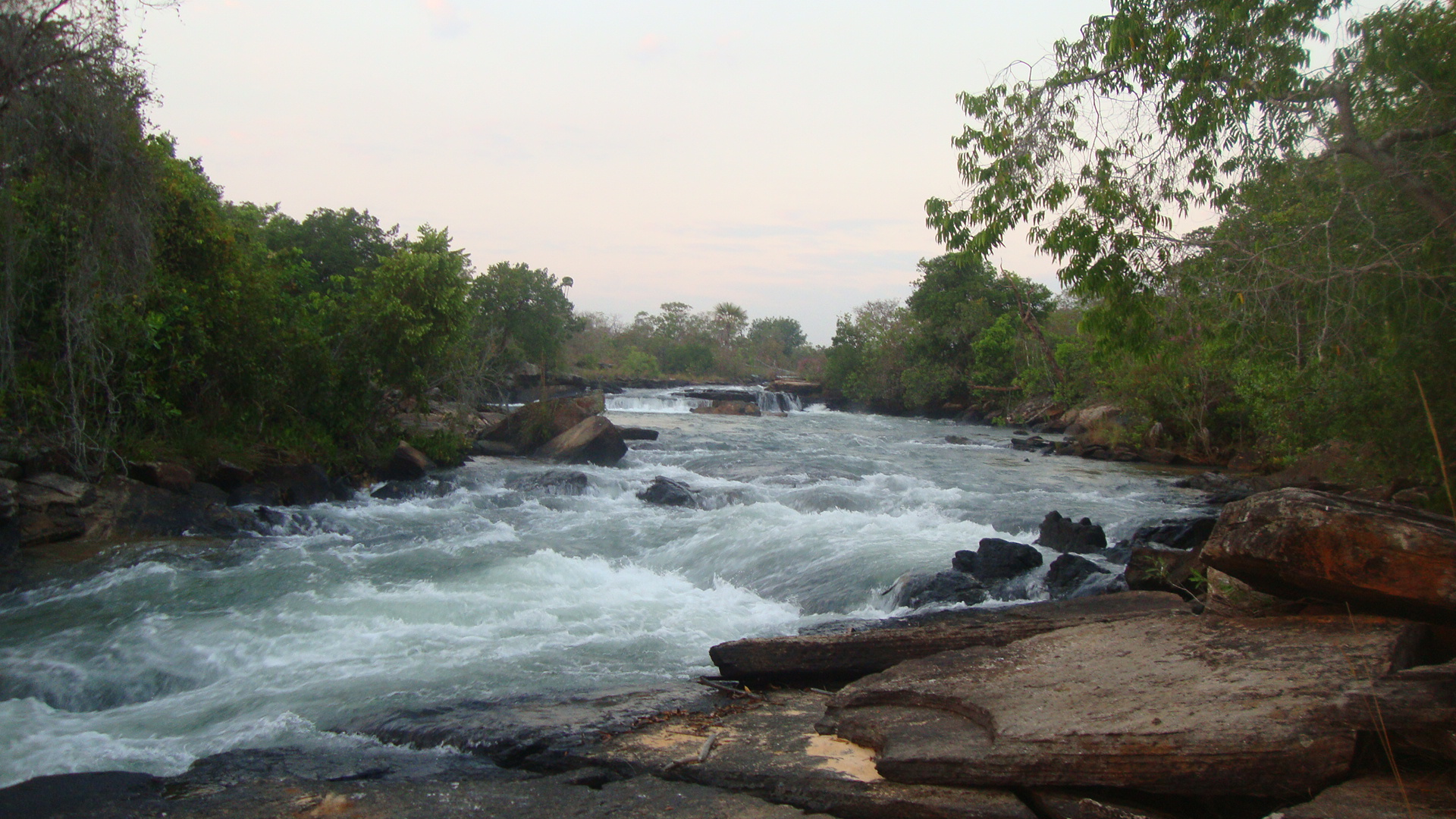
Cachoeira das Tabocas, em Alto Parnaíba, no sul do Maranhão.

Em 2002, o IBAMA criou o grande Corredor Ecológico Jalapão/Chapada das Mangabeiras, com o intuito de conectar cinco unidades de conservação do cerrado brasileiro: o Parque Nacional das Nascentes do Rio Parnaíba (PI/MA/TO/BA), a Estação Ecológica Serra Geral (TO/BA) o Parque Estadual do Jalapão, além das APA’s da Serra da Tabatinga e do Jalapão, três unidades do Tocantins. 

As fitofisionomias predominantes são o cerrado sensu stricto e o cerradão, com árvores que podem chegar a 12 metros. Também ocorrem formações campestres sazonais, principalmente na região próxima ao Jalapão. A vegetação é suscetível a incêndios nos períodos de estiagem. Na parte baixa, é notável a presença de matas de galeria associadas aos cursos d’água, formando as veredas, composta predominantemente por Buritizais, acompanhados por gramíneas e pteridófitas.

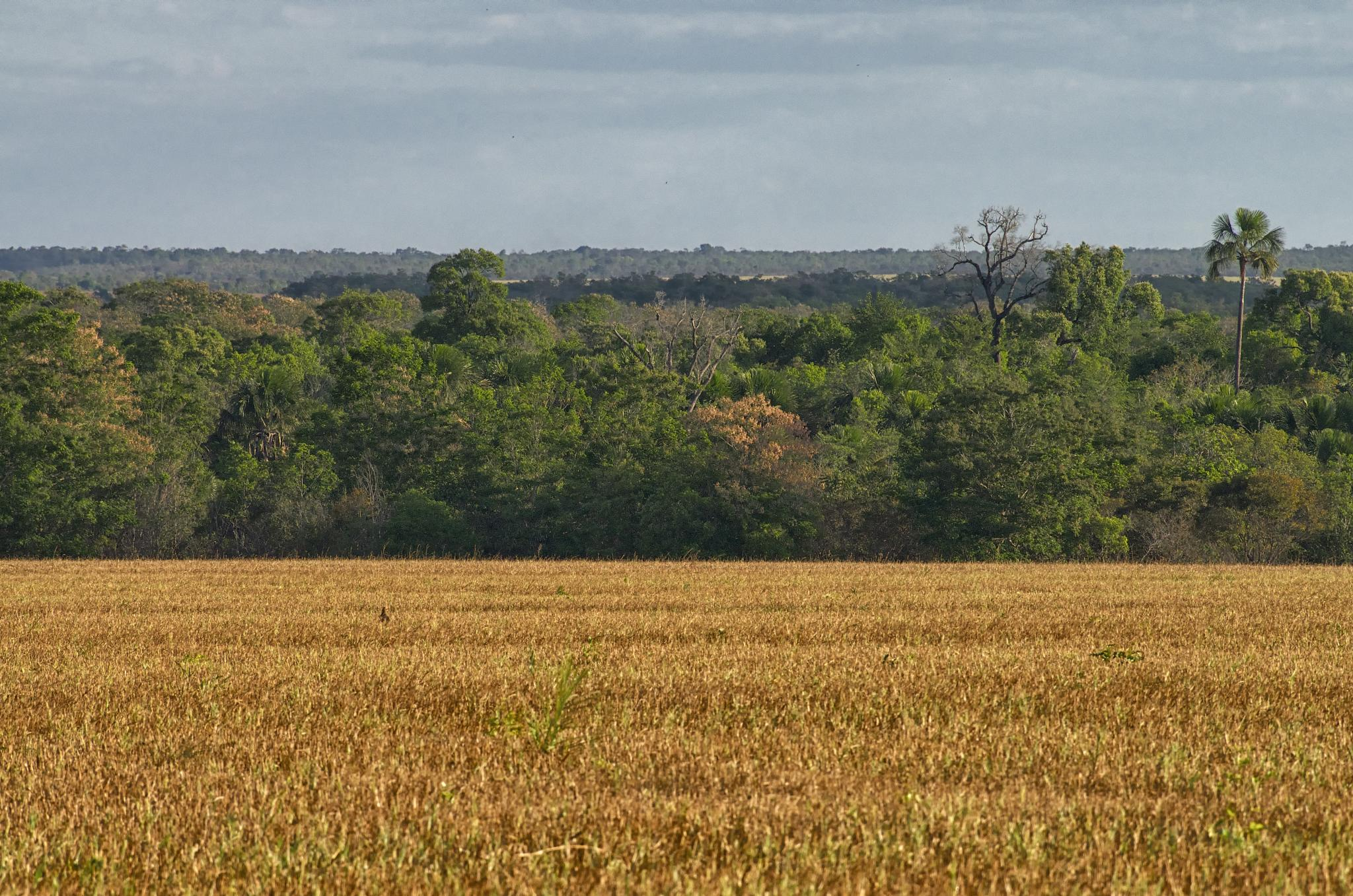
Plantação de soja no sul do Maranhão

Podem-se destacar como exemplos da flora o Pequi, Ipê, Jatobá, Caju, Aroeira, Mangaba, entre outros.
Apesar da caça não-fiscalizada, ainda há onças-pintadas, tamanduás-bandeiras, veados-campeiros, antas, emas, capivaras, lobos-guará e lagos repletos de jacarés. Entre as aves, ganham destaque tucanos e araras azuis.

## Economia
A Mesorregião Chapada das Mangabeiras é tida como a última fronteira agrícola do Brasil, apresentando grande potencial na produção de grãos, em especial soja e milho, integrando a região do MATOPIBA.